# Skip Lievsay
Skip Lievsay est un mixeur et un monteur son américain. Il a été notamment récompensé pour son travail sur le film Gravity.

## Filmographie (sélection)
- 2013 : Gravity

## Distinctions

### Récompenses
- Oscars 2014 : Oscar du meilleur mixage de son pour Gravity
- BAFTA 2014 : British Academy Film Award du meilleur son pour Gravity

### Nominations
- BAFTA 1992 : British Academy Film Award du meilleur son pour Le Silence des agneaux
- Oscars 2008 : Oscars du meilleur mixage de son et du meilleur montage de son pour No Country for Old Men
- BAFTA 2008 : British Academy Film Award du meilleur son pour No Country for Old Men
- Oscars 2011 : Oscars du meilleur mixage de son et du meilleur montage de son pour True Grit
- BAFTA 2011 : British Academy Film Award du meilleur son pour True Grit
- Oscars 2014 : Oscar du meilleur mixage de son pour Inside Llewyn Davis
- BAFTA 2014 : British Academy Film Award du meilleur son pour Inside Llewyn Davis